# Liste der Kulturdenkmäler in Engelrod
Die folgende Liste enthält die in der Denkmaltopographie ausgewiesenen Kulturdenkmäler auf dem Gebiet des Ortsteils Engelrod der Gemeinde Lautertal (Vogelsberg), Vogelsbergkreis, Hessen.
Hinweis: Die Reihenfolge der Denkmäler in dieser Liste orientiert sich an der Anschrift, alternativ ist sie auch nach der Bezeichnung, der vom Landesamt für Denkmalpflege vergebenen Nummer oder der Bauzeit sortierbar.
Kulturdenkmäler werden fortlaufend im Denkmalverzeichnis des Landes Hessen durch das Landesamt für Denkmalpflege Hessen auf Basis des Hessischen Denkmalschutzgesetzes (HDSchG) geführt. Die Schutzwürdigkeit eines Kulturdenkmals hängt nicht von der Eintragung in das Denkmalverzeichnis des Landes Hessen oder der Veröffentlichung in der Denkmaltopographie ab.

Die bisher bekannten Bau- und Kunstdenkmäler hat das Landesamt für Denkmalpflege Hessen in sogenannten Arbeitslisten erfasst. Den Arbeitslisten liegen Erkenntnisse aus Akten, Ortsbegehungen und Denkmalinventaren, jedoch keine neuere systematische Forschung, zugrunde. Die Benehmensherstellung mit der Gemeinde gemäß § 11 Abs. 1 HDSchG ist noch nicht erfolgt.
Das Vorhandensein oder Fehlen eines Objekts in dieser Liste ist keine rechtsverbindliche Auskunft darüber, ob es Kulturdenkmal ist oder nicht: Diese Liste entspricht möglicherweise nicht dem aktuellen Stand der offiziellen Denkmaltopographie. Diese ist für Hessen in den entsprechenden Bänden der Denkmaltopographie Bundesrepublik Deutschland und im Internet unter DenkXweb – Kulturdenkmäler in Hessen einsehbar. Auch diese Quellen sind, obwohl sie durch das Landesamt für Denkmalpflege Hessen aktualisiert werden, nicht immer aktuell, da es im Denkmalbestand immer wieder Änderungen gibt.
Eine verbindliche Auskunft erteilt allein das Landesamt für Denkmalpflege Hessen.
Nutze diese Kartenansicht, um Koordinaten in der Liste zu setzen. In dieser Kartenansicht sind Kulturdenkmale ohne Koordinaten mit einem roten bzw. orangen Marker dargestellt und können in der Karte gesetzt werden. Kulturdenkmale ohne Bild sind mit einem blauen bzw. roten Marker gekennzeichnet, Kulturdenkmale mit Bild mit einem grünen bzw. orangen Marker.
| Bild                                  | Bezeichnung                           | Lage                                             | Beschreibung | Bauzeit | Objekt-Nr. |
| ------------------------------------- | ------------------------------------- | ------------------------------------------------ | ------------ | ------- | ---------- |
| Eichelhainer Straße 1                 |                                       | Eichelhainer Straße 1 LageFlur: 1, Flurstück: 88 |              |         | 124044 DDB |
| Friedhofskapelle                      | Friedhofskapelle                      | Friedhofsweg 1 LageFlur: 8, Flurstück: 9         |              |         | 122629 DDB |
| Hinterstraße 1                        |                                       | Hinterstraße 1 LageFlur: 1, Flurstück: 74        |              |         | 124045 DDB |
| Hinterstraße 2                        |                                       | Hinterstraße 2 LageFlur: 1, Flurstück: 103       |              |         | 124046 DDB |
| Ehemaliges Gerichtshaus               | Ehemaliges Gerichtshaus               | Hörgenauer Straße 2 LageFlur: 1, Flurstück: 21/1 |              |         | 124047 DDB |
| Evangelisches Pfarr– und Gemeindehaus | Evangelisches Pfarr– und Gemeindehaus | Hörgenauer Straße 3 LageFlur: 1, Flurstück: 28/1 |              |         | 122637 DDB |
| Ehemaliges Spritzenhaus               | Ehemaliges Spritzenhaus               | Hörgenauer Straße 4 LageFlur: 1, Flurstück: 18   |              |         | 122636 DDB |
| Ehemaliges Lehrerwohnhaus und Schule  | Ehemaliges Lehrerwohnhaus und Schule  | Hörgenauer Straße 6 LageFlur: 1, Flurstück: 20/1 |              |         | 122635 DDB |
| Evangelische Kirche                   | Evangelische Kirche                   | Hörgenauer Straße 8 LageFlur: 1, Flurstück: 16/4 |              |         | 122634 DDB |
| Bild gesucht BW                       | Ehemalige Obermühle                   | Mühlenweg 1 LageFlur: 2, Flurstück: 38           |              |         | 124375 DDB |
| Backborn                              | Backborn                              | Vorderstraße LageFlur: 1, Flurstück: 34          |              |         | 124048 DDB |
| Vorderstraße 1                        |                                       | Vorderstraße 1 LageFlur: 1, Flurstück: 32/1      |              |         | 124049 DDB |
| Vorderstraße 3                        |                                       | Vorderstraße 3 LageFlur: 1, Flurstück: 33/1      |              |         | 124050 DDB |
| Vorderstraße 6                        |                                       | Vorderstraße 6 LageFlur: 1, Flurstück: 84        |              |         | 122633 DDB |
| Unteres Backhaus                      | Unteres Backhaus                      | Vorderstraße 7 LageFlur: 1, Flurstück: 36        |              |         | 122632 DDB |
| Zehntscheune                          | Sogenannte „Zehntscheune“             | Vorderstraße 17 LageFlur: 1, Flurstück: 45/5     |              |         | 122631 DDB |
| Oberes Backhaus                       | Oberes Backhaus                       | Vorderstraße 26 LageFlur: 2, Flurstück: 103      |              |         | 122630 DDB |